# Kokutai
Kokutai (Kyūjitai: 國體, Shinjitai: 国体?   ”estructura/comunidad nacional”) es una palabra del idioma japonés, traducible como “identidad nacional; esencia nacional; carácter nacional” o “política nacional; comunidad política; entidad nacional; base para la soberanía del Tenno; constitución japonesa”. El historiador John S. Brownlee dio el siguiente significado:
La idea política más original que se desarrolló en Japón fue el Kokutai "Esencia Nacional". Fue usado durante el Período Imperial como una ideología de inspiración y unificación, y proveyó la estructura política nacional que daría lugar a el sistema de monarquía constitucional basado en Occidente bajo la Constitución Meiji de 1890. Esto resolvió muchas de las incógnitas sobre la comprensión de esta Constitución. Sin embargo, a diferencia del concepto de democracia que se concebía de manera universal, el concepto de Kokutai sólo se usó en Japón, y no contribuyó en el desarrollo de ideas políticas en otros lugares del mundo, a pesar de que el Imperio de Japón intentó exportarlo a otros países. Adicionalmente, su irracionalismo fundamental es horrible y ofensivo para muchos, a pesar de que es una característica compartida por otros sistemas políticos basados en ideas religiosas. (2000:1)
La traducción más simple puede ser soberano. Por ejemplo, en el Reino Unido, la Cámara de los Comunes, la Cámara de los Lores y la monarquía se combinan para formar un soberano, mientras que en Japón, solamente el Tennō era el soberano.

## Etimología
La palabra Kokutai se originó como un préstamo sino-japonés del chino guoti (Chino: 國體/国体; pinyin: guótĭ; Wade-Giles: kuo-t'i, “sistema político de estado; estructura del gobierno nacional”). Esta palabra compuesta japonesa une a koku < del chino guo (國/国 “país; nación; provincia; tierra”) y tai < ti (體/体 “cuerpo; sustancia; estructura; forma; estilo”). Según el Hanyu Da Cidian, el uso más antiguo de la palabra guoti proviene de dos textos clásicos chinos. En el siglo II a. C. en el Guliang zhuan (榖梁傳, “Comentario de Guliang”) de los Anales de primavera y otoño se acota al dafu (大夫 “gran ministro; oficial superior”) como guoti, que metafóricamente significa “encarnación del país”. El Libro de Han que describe la historia del Emperador Cheng de Han, en el siglo I, usa el término guoti que significa “leyes y gobierno” a los oficiales confucionistas.

## Período Tokugawa
Los orígenes históricos del Kokutai se remontan al Período Tokugawa.
Aizawa Seishisai (1782 – 1863) fue una autoridad del neoconfucianismo y líder del Mitogaku (水戸学?) que apoyaba la restauración directa del Emperador de Japón. Popularizó la palabra Kokutai en su libro Shinron (新論?   ”Nueva Tesis”) de 1825, en el que también introdujo el término Sonnō jōi (勤皇攘夷?   ”reverencia al Emperador, expulsión a los bárbaros). Aizawa desarrolló sus ideas del Kokutai usando los argumentos doctos de Motoori Norinaga (1730 – 1801) en el que la mitología japonesa descrita en las crónicas antiguas Kojiki y Nihonshoki eran hechos históricos genuinos, legitimando la descendencia directa del Emperador con la deidad del sol Amaterasu Ōmikami. Aizawa idealizó este antiguo dominio divino en Japón como una forma de saisei itchi (祭政一致 ”unión de la religión y el gobierno”?) o teocracia. Para los primeros eruditos neoconfucionistas japoneses, el lingüista Roy Andrew Millar (1982:93) declara que, “Kokutai tenía un significado algo vago y poco preciso. Era más o menos el “colectivo de la nación” o la “estructura nacional” japonesa”.

## Período Imperial

### Reinado delEmperador Meiji
El Kokutai tuvo un nuevo significado durante la Restauración Meiji. Katō Hiroyuki (1836 – 1916) y Fukuzawa Yukichi (1835 – 1901) fueron eruditos del reino de Mutsuhito (la era Meiji) que analizaron el dominio de la civilización occidental y urgían el progreso para la nación japonesa.
En 1874, Katō escribió el Kokutai Shinron (國體新論?   ”Nueva Teoría de la Organización/Estructura Nacional”) en el que criticaba las teorías tradicionales chinas y japonesas de gobierno y, adoptando las teorías occidentales de derechos naturales, propuso una monarquía constitucional para Japón. El hizo un contraste entre el Kokutai y el Seitai (政体?   ”organización/estructura gubernamental”). Brownlee explica lo siguiente:
La distinción entre Kokutai y Seitai permite a los conservadores identificar claramente como Kokutai a la Esencia Nacional, al “japonés nativo”, a los aspectos eternos e inmutables de su política, derivada de la historia, la tradición y costumbres, enfocadas al Emperador. La forma de gobierno, o Seitai, es un concepto secundario, que consiste de los acuerdos históricos para la ejecución de la autoridad política. El Seitai, la forma de gobierno, fue históricamente contingente y variable a través del tiempo. Japón sufrió un cambio de dominio directo por los Emperadores en tiempos antiguos, al dominio de los Regentes Fujiwara, luego por setecientos años de dominio de los shōgun, seguido por un supuesto dominio directo de los Emperadores luego de la Restauración Meiji. Cada uno de estos fue un Seitai, una forma de gobierno. Con esta explicación, el sistema moderno de gobierno bajo la Constitución Meiji, derivado de fuentes exteriores, fue nada más que otra forma de gobierno japonés, un nuevo Seitai. La Constitución no fue nada fundamental. (2000:5)
Fukuzawa Yukichi fue un influyente autor de traducciones para la Embajada japonesa a los Estados Unidos. Su libro de 1875, Bunmeiron no Gairyaku (文明論の概略?   ”Un bosquejo de una Teoría de Civilización”) contradecía las ideas tradicionales sobre el Kokutai. El pensó que el concepto no debía ser único para Japón y que cada nación debía tener un Kokutai o “soberanía nacional”. Mientras que Fukuzawa respetaba al Emperador de Japón, creía que el Kokutai no debía depender de mitos de una íntegra descendencia de Amaterasu.
La Constitución Meiji de 1890 creó una forma de monarquía constitucional con el emperador soberano Kokutai y los organismos de gobierno Seitai. El Artículo 4 declara que “el Emperador es el Jefe del Imperio, combinando en Él los derechos de soberanía”, uniendo los órganos ejecutivo, legislativo y judicial, aunque sujeto al “consentimiento de la Dieta Imperial”. Este sistema utilizó una forma democrática, pero en la práctica estuvo más cercana a una monarquía absoluta. La experta legal Josefa López anota que bajo la Constitución Meiji, el Kokutai obtuvo un significado adicional:
El gobierno creó un nuevo sistema cultural totalmente perfecto sobre el Tennō [Emperador], y el Kokutai fue la expresión de ello. Por otra parte, el Kokutai fue la base de la soberanía. Según Tatsukichi Minobe, el Kokutai fue inferido como la “forma del Estado” en el sentido de que el “Tennō es el órgano del Estado”, mientras que los autoritarios describían al Kokutai como un poder místico. El Tennō fue un “dios” entre “los humanos”, la encarnación de la moral nacional. Esta noción del Kokutai era extrajudicial, más cultural que positiva. (2006:n.p.)

### Reinado deEmperador Taisho
Japón hizo algunos avances democráticos durante el reinado de Yoshihito (la era Taishō). El teórico político Sakuzō Yoshino (1878–1933) rechazó la democracia occidental (民主主義 minshu shugi?, ”principios que gobiernan en el pueblo”) y propuso una democracia imperial (民本主義 minpon shugi?, ”principios basados en el pueblo”). Sin embargo, a medida que aumentaba el nacionalismo japonés, surgieron cuestiones sobre el emperador Kokutai que podrían ser limitados por el gobierno Seitai.
La Ley de Preservación de la Paz de 1925 prohibía a cualquiera organización que alterara el Kokutai, criminalizando efectivamente al socialismo, comunismo, republicanismo, democracia y otras ideologías anti-Tennō. El Tokkō fue establecido como un tipo de Policía del Pensamiento que investigaba a los grupos políticos que podían amenazar el orden social centrado en el Emperador.

### Reinado deEmperador Showa
Tatsukichi Minobe (1873-1948), un profesor emérito de leyes de la Universidad de Tokio, teorizó que bajo la Constitución Meiji, el Emperador era un órgano del Estado y no un poder sacrosanto más allá del Estado. Minobe fue nombrado en la Cámara de Pares en 1932 pero fue forzado a renunciar luego de un intento de asesinato y críticas vehementes acusándolo de ser desleal al Emperador.
Los debates nacionales sobre el Kokutai fueron dirigidos por el primer ministro Fumimaro Konoe quien asignó un comité compuesto por los mejores profesores para deliberar el tema. En 1937, ellos presentaron el 'Kokutai no Hongi' (國體の本義?  Fundamentos del Régimen Nacional). Miller explica que:
El documento conocido como Kokutai no Hongi realmente fue un panfleto de 156 páginas, una publicación oficial del Ministerio de Educación, cuya primera edición fue en marzo de 1937 y eventualmente circularon millones de copias a través de las islas principales y en el imperio. Contenía la enseñanza oficial del estado japonés en cada aspecto de la política doméstica, asuntos internacionales, cultura y civilización. (1982:92)
Brownlee concluye que luego de la proclamación del Kokutai no Hongi:
Estaba claro que en esta etapa de la historia, ellos ya no estaban tratando con un concepto que generaba unidad espiritual como lo describió Aizawa Seishisai en 1825, o con una teoría política japonesa que estaba diseñada para acomodar las instituciones modernas de gobierno, como en la Constitución Meiji. El comité de profesores proveniente de universidades prestigiosas quiso definir las verdades esenciales de Japón, que quizás estaban dentro del marco religioso, o inclusive en el metafísico, debido a que ellos se basaron en la fe a expensas de la lógica y la razón. (2006:13)
Para los líderes de la “camarilla fascista-nacionalista” de Japón, según Miller (1982:93), “el Kokutai se convirtió en un término conveniente para indicar todas las vías en la que ellos creían que la nación japonesa, como entidad política así como entidad racial, era simultáneamente diferente y superior a todas las demás nacionales del mundo”.
El significado del Kokutai cayó en desuso luego del fin de la Segunda Guerra Mundial.

## Período Democrático
En 1945, mediante un decreto oficial de las autoridades estadounidenses de ocupación prohibieron la circulación del Kokutai no Hongi. La Constitución Posguerra de 1947 dejó sin efecto a la Ley de Preservación de la Paz. No obstante, algunos autores, incluyendo a Millar (1982:95), creen que los vestigios del Kokutai “están relativamente vivos actualmente como siempre”.
En 2000, "Japón es una nación divina centrado en el Tenno", "¿Kokutai de Japón o protegerla?" Para hablar con el primer ministro Yoshirō Mori, estas controvertidas declaraciones.